# DEC Alpha

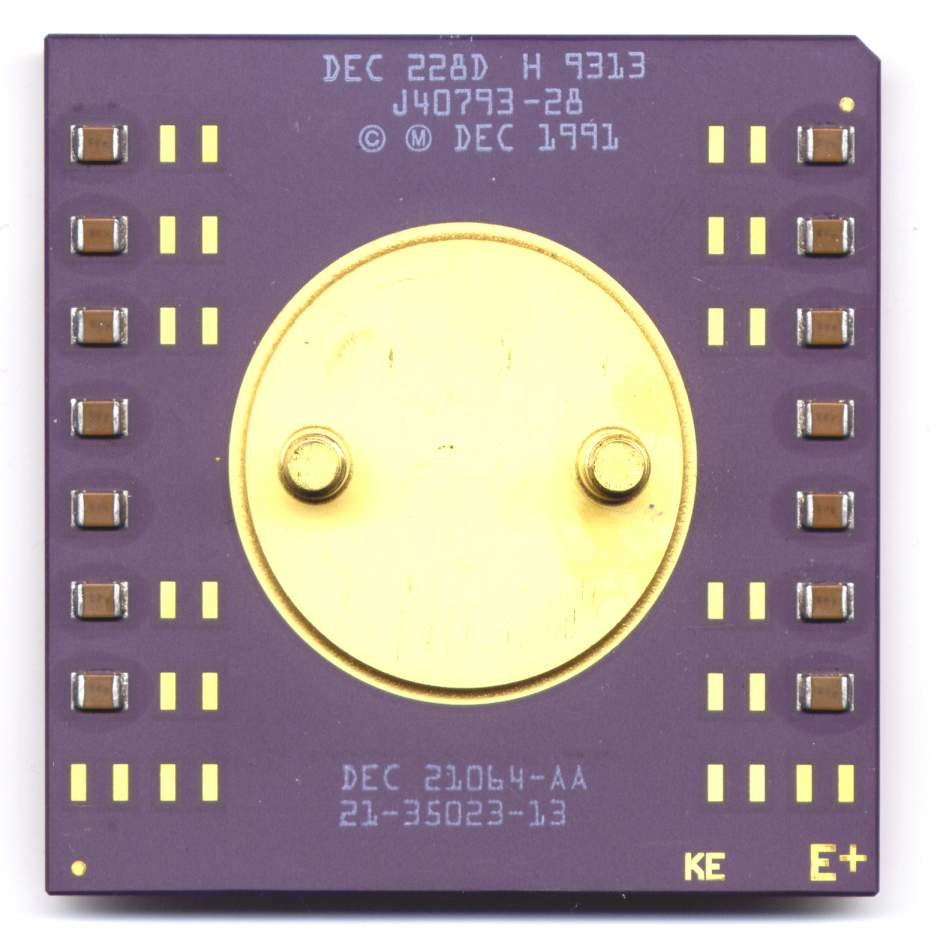
DEC Alpha 21064 il primo processore della famiglia

DEC Alpha (conosciuto anche come Alpha AXP) è un'architettura di processori di tipo RISC sviluppata e prodotta dalla Digital Equipment Corp (DEC). L'architettura fu progettata per succedere alla linea di computer VAX e venne in seguito utilizzato anche da altri produttori di computer che integrarono i chip Alpha nei loro prodotti.
I processori Alpha sono supportati dal sistema operativo VMS, e il Digital UNIX. In seguito molti sistemi operativi open source come Linux, BSD ed altri sono stati portati su questi processori. Microsoft ha supportato i processori Alpha con Windows NT fino alla versione 4.0 SP6 e con Windows 2000 fino alla release candidate 2.  Nel 2001 comunque uscì l'ultimo service pack per Windows NT4, e da allora Microsoft non supporta e non fornisce più assistenza per i suoi sistemi operativi per macchine Alpha.
I processori sono stati venduti con le altre proprietà intellettuali di DEC a Compaq nel 1998. Compaq, già cliente Intel, decise di abbandonare la piattaforma Alpha in favore dei processori Itanium e quindi vendette le sue proprietà intellettuali sui chip Alpha a Intel nel 2001. Lo stesso anno, Hewlett-Packard acquisì Compaq e continuò a sviluppare i sistemi basati su processori Alpha fino al 2004 e fino alla fine del 2008 HP non ha dismesso la linea Alpha.

## Storia
Alpha deriva dalla precedente architettura RISC PRISM e si può considerare il risultato finale di molti progetti precedenti. DEC vendeva già dei sistemi RISC chiamati DECstation basati su processori MIPS e il processore PRISM condivise molte caratteristiche dei processori MIPS. I processori PRISM inoltre potevano gestire del microcodice programmabile dall'utente chiamato Epicode. Insieme a PRISM doveva essere distribuito un sistema operativo chiamato Emerald nato per far funzionare in modalità nativa i programmi e in grado di supportare i programmi compilati per il sistema operativo VMS utilizzato dalle macchine VAX tramite modifiche minori. I manager DEC decisero che non era conveniente sviluppare la nuova architettura per soppiantare le macchine VAX e DECstation e bloccarono il progetto PRISM nel 1988.
Al momento dell'abbandono del progetto PRISM la seconda generazione di processori RISC iniziava ad apparire sul mercato. Questi processori fornivano un rapporto prezzo prestazioni migliore dei VAX in molti campi ed era evidente che una terza generazione di processori RISC avrebbero stracciato i sistemi VAX in tutti i settori. L'azienda avviò un nuovo studio sui processori RISC, questo studio utilizzò molti dei concetti sviluppati per i processori PRISM ma fu indirizzato verso un supporto nativo del sistema VMS e un'esecuzione a velocità ragionevole dei precedenti programmi. Inoltre i nuovi processori dovevano avere un'architettura a 64 bit dato era chiaro che il mercato si stava muovendo in quella direzione. Dallo studio nacque l'architettura DEC Alpha. Il set di istruzioni Alpha venne progettato da Dick Sites e Rich Witek. Il codice Epicode del PRISM divenne l'Alpha PALcode e venne utilizzato per fornire uno strato di astrazione tra la piattaforma e l'implementazione specifica del processore.
Il processori Alpha ottennero un'ampia diffusione dei settore dei server per via delle loro prestazioni eccellenti. Queste elevate prestazioni non erano ottenute grazie ad una microarchitettura particolarmente innovativa o efficiente ma erano ottenute grazie al lavoro di ottimizzazione dei progettisti. A quei tempi (e tuttora) i processori non venivano sviluppati disegnando i collegamenti tra i vari transistor manualmente ma assemblando dei blocchi funzionali contenenti migliaia o decine di migliaia di transistor. Questi blocchi essendo progetti per un uso generico non sono ottimizzati in velocità o in dissipazione. I progettisti dell'Alpha invece grazie all'esperienza acquisita sulle macchine VAX progettarono le singole unità funzionali ottimizzando i percorsi a mano e ottenendo delle prestazioni molto più elevate di quelle ottenute dai programmi di disegno assistito. Il successo di questi processori spinsero molti concorrenti a ridimensionare l'utilizzo dei programmi di disegno assistito ed a procedere a delle ottimizzazioni manuali degli integrati.

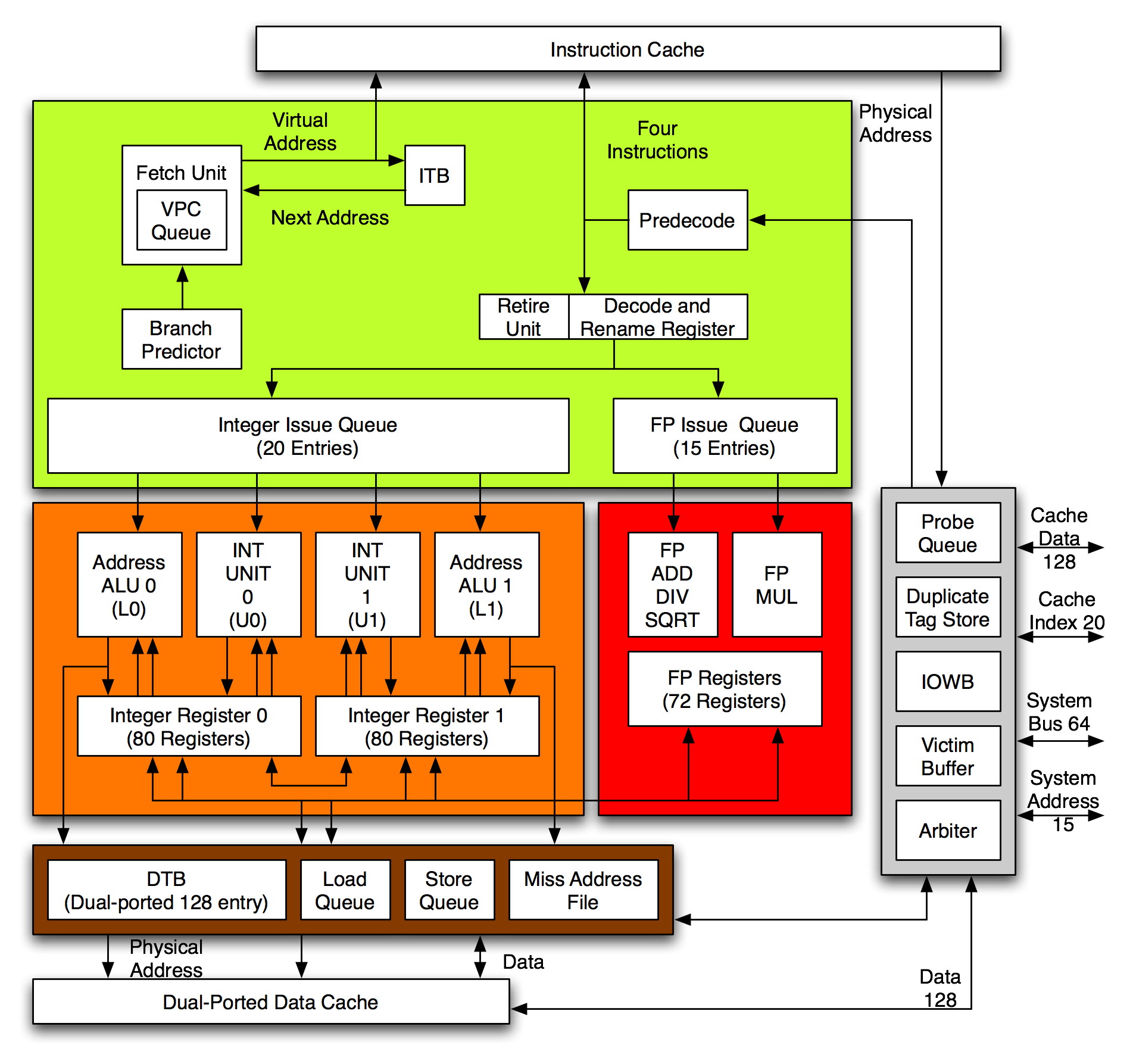
Schema interno dell'Alpha 21264. Notare in verde la complessa unità di gestione dell'esecuzione fuori ordine

Formalmente i processori Alpha sono chiamati DECchip 21x64, 21 indica XXI secolo e 64 indica l'architettura a 64 bit, il valore centrale indicava la generazione di appartenenza del processore. Internamente i processori venivano indicati con il numero EV. EV ufficialmente indica Extended VAX sebbene un'interpretazione umoristica assegni alla sigla EV il significato di Electric Vlasic. Negli Stati Uniti Vlasic è una famosa marca di sottaceti.
Le generazioni di processori Alpha sono sempre state molto innovative. Il primo processore, il 21064 o EV4 fu il primo processore CMOS a funzionare a frequenze abbastanza elevate da poter competere con i processori ECL e quindi fu utilizzato in minicomputer e mainframe. La seconda generazione, la 21164 o EV5 fu il primo microprocessore a includere un'ampia cache di secondo livello nel chip. La terza generazione il processore 21264 o EV6 fu il primo processore a frequenze elevate ad includere una complessa unita di esecuzione fuori ordine. Il processore EV8 non venne prodotto dato che fu cancellato dall'acquisizione di Compaq ma il progetto prevedeva che fosse il primo processore a gestire il multithreading simultaneo.
Voci interne a DEC suggeriscono che il nome AXP fu scelto dopo un'accurata ricerca del settore legale della DEC dopo la causa legale per il nome VAX era decisa a non commettere più lo stesso errore. La sigla AXP risultò essere totalmente libera nel settore informatico. All'interno di questo settore, spesso l'acronimo AXP viene tradotto in modo scherzoso come "Almost Exactly PRISM" (quasi esattamente PRISM).

## Versioni

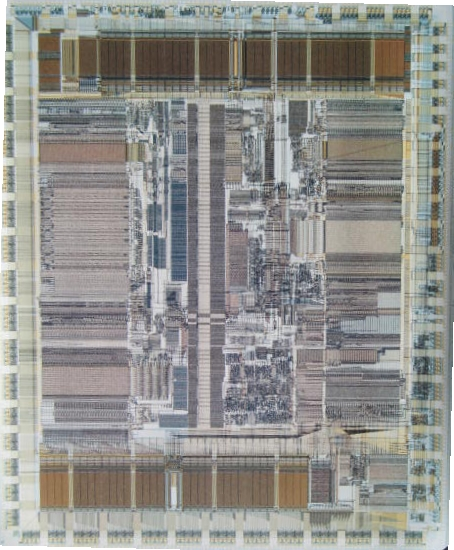
Die del DEC Alpha 21064

Quando venne presentata l'architettura Alpha la DEC la definì l'architettura per i successivi 25 anni. Sebbene l'architettura Alpha non sia arrivata a 25 anni ha avuto una storia relativamente lunga per una famiglia di processori. Il primo processore, l'Alpha 21064 (come in codice EV4), venne presentato il 1992 e funzionava a 192 MHz (con una tecnologia a 0.75 µm). Pochi mesi dopo fu presentata la versione a 200 MHz chiamata EV4S (con tecnologia a 0.675 µm). Il processore a 64 bit aveva un'architettura a pipeline profonde e un progetto superscalare come altri processori RISC dell'epoca. Era il processore più veloce dell'epoca, l'architettura era simile a quella degli altri processori RISC ma la sua frequenza elevata gli consentiva di primeggiare sulla concorrenza. Il team di sviluppo infatti aveva lavorato con particolare cura per ottenere una frequenza di funzionamento molto elevata. Per confronto, quando venne presentato il processore Intel aveva in commercio il Pentium a 66 MHz.
Il successore fu l'Alpha 21164 o EV5 e venne presentato nel 1995. Il processore funzionava alla frequenza di 333 MHz. Nel luglio del 1996 venne portato a 500 MHz e nel marzo del 1998 arrivò a 666 MHz. Nel 1998 venne presentato anche l'Alpha 21264 (EV6) alla frequenza base di 450 MHz e tramite incrementi di frequenza nel 2001 con la versione 21264C/EV68CB arrivò a 1.25 GHz. Nel 2003 venne presentato l'EV7 Marvel, essenzialmente un core EV68 con un canale di comunicazione interprocessore da 1.6 GB/s per permettere la realizzazione di sistemi multiprocessore con frequenza di 1 o 1.15 GHz. Circa 500.000 Alpha furono venduti entro la fine del 2000.
Nel 1999 la produzione dei processori Alpha venne licenziata a Samsung Electronics Company. Dopo l'acquisizione da parte di Compaq di Digital, la maggior parte dei processori Alpha venne affidata alla società API NetWorks, Inc (precedentemente Alpha Processor Inc.), una società privata fondata da Samsung e Compaq. nell'ottobre del 2001 Microway divenne venditore in esclusiva dei servizi forniti da API NetWorks.
Il 25 giugno 2001 Compaq annunciò che la linea Alpha sarebbe stata dismessa entro il 2004 a favore della linea Intel Itanium e cancellò il processore EV8 che allora era in progettazione. La divisione microprocessori vennero acquistate da Intel al fine di chiudere una causa sulla violazione di brevetti intentatale da DEC. HP acquisì Compaq nello stesso anno e annunciò che lo sviluppo della linea Alpha sarebbe continuato per un paio d'anni. Venne messo in commercio il core EV7z a 1.3 GHz. L'ultima variante, il core EV79 a 0.13 µm, venne cancellato. HP ha continuato a vendere la linea AlphaServer con OpenVMS e Tru64 UNIX fino al 27 ottobre 2006. HP ha promesso di fornire assistenza tecnica fino al 2011.
Ironicamente a metà del 2003, quando il processore Alpha venne dismesso, l'ASCI Q il secondo più potente computer degli Stati Uniti (nel 2002) era basato su un cluster di 4096 processori Alpha.

### Modelli
estensioni ISA :
- R: ?
- B: BWX, "estensione Byte/Word", aggiunge istruzione a 8 e 16 bit per operare tra memoria e I/O
- M: MVI, istruzioni multimediali
- F: FIX, istruzioni per muovere dati tra i registri interi e quelli in virgola mobile e della radice quadrata
- C: CIX, istruzioni per contare e cercare bit
- T: Supporto per il precaricamento al fine di aumentare le prestazioni del processore.

## Sistemi Alpha
La prima generazione di sistemi basati su chip Alpha include le workstation DEC 3000 AXP, i server di fascia medio-bassa DEC 4000 AXP e i server DEC 7000 AXP e 10000 AXP per le applicazioni di fascia alta. Il DEC 3000 AXP utilizzava il bus TURBOchannel, lo stesso utilizzato dai precedenti server DECstation basati su processori MIPS. I server 4000 erano basati su bus FutureBus+ e i server 7000/10000 condividevano l'architettura dei corrispondenti modelli VAX.
DEC produsse delle workstation con un fattore di forma simile a quello di un personal computer. I sistemi erano chiamati DEC 2000 AXP erano basati su bus EISA e su processori DECpc 150 AXP. Questi furono i primi sistemi supportati anche da Windows NT. In seguito DEC produsse i Celebris XL e la linea Personal Workstation entrambi i sistemi basati su processori 21164.
Il processore 21064 venne utilizzato nelle workstation compatte DEC Multia VX40/41/42 e nei portatili ALPHAbook prodotti da Tadpole Technology.
Nel 1994 DEC presentò la nuova linea di AlphaStation e di Alpha Server. Questi sistemi erano basati sui processori 21064 e su 21264 e introdussero il bus PCI, le schede grafiche VGA compatibili e i connettori PS/2 per mouse e tastiera. L'AlphaServer 8000 era un'evoluzione degli AXP 7000/10000 e utilizzavano come bus XMI e FutureBus+.
L'AlphaServer XP10000 fu il primo sistema basato sul processore 21264. I successivi AlphaServer/Station basati su 21264 furono categorizzati come DS (departmental server), ES (enterprise server) o GS (global server).
L'ultimo processore, il 21364, venne utilizzato dagli AlphaServer ES47, ES80 e GS1280. Molti OEM produssero schede madri per processori Alpha. Tra questi si segnalano DEC, Samsung e API.
I processori 21164 e il 21264 furono utilizzati da Network Appliance in molti Network Attached Storage.

## Supercomputer
Il più veloce supercomputer basato su processori Alpha fu l'ASCI Q dei Los Alamos National Laboratory. Il sistema era basato su 4096 processori a 1.25 GHz. Cray Research utilizzò i processori 21064 e 21164 nei supercomputer Cray T3D e Cray T3E.